# Лінус Ульмарк
Лінус Ульмарк (швед. Linus Ullmark; 31 липня 1993, Лугнвік, Швеція) — шведський хокеїст, воротар клубу НХЛ «Бостон Брюїнс». Гравець збірної команди Швеції.

## Нагороди
- Трофей Везіни (2023)
- Трофей Вільяма М. Дженнінгса (2023)